# Jakowlew Jak-1000
Die Jakowlew Jak-1000 (russisch Яковлев Як-1000) war eines der zahlreichen Versuchsmuster aus dem sowjetischen Flugzeug-Konstruktionsbüro Jakowlew, die nach dem Zweiten Weltkrieg neben den Typen von Lawotschkin, Mikojan-Gurewitsch und Suchoi getestet wurden, um für die gerade neu entwickelten Strahltriebwerke die optimal zugehörigen Flugzeugzellen zu entwickeln.

## Geschichte
1945 begannen sowjetische Ingenieure des ZAGI nach Auswertung deutscher Unterlagen sich mit dem Problem eines Flügels für den Überschallbereich zu beschäftigen. Es wurden zwei Richtungen verfolgt: zum einen die Verfeinerung des Pfeilflügels, dessen Flugverhalten schon einigermaßen bekannt war und zum anderen die Konstruktion eines rhombischen Flügels. Ende der 1940er Jahre war die Ausarbeitung eines solchen Flügels abgeschlossen und Alexander Jakowlew erbot sich, dafür ein Flugzeug zu entwerfen. In den USA führten ähnliche Überlegungen zur F-104. Beide Entwürfe folgten der irrigen Annahme, dass zukünftige Luftkämpfe bei Überschall mit Raketen und in großen Höhen erfolgen würden. Es wurde deshalb großen Wert auf das Erreichen maximaler Geschwindigkeiten gelegt und eine bisher für Jäger wichtigen Wendigkeit, wichtig für klassische Kurvenkämpfe, als überholt angesehen. Der Vietnamkrieg sollte zeigen, dass dies eine Fehleinschätzung war, der beide Seiten unterlagen.
Konstruiert und gebaut wurde die als Jak-1000 bezeichnete Maschine Ende 1950 bis Oktober 1951. Ausgestattet war der Typ mit einem im Vergleich zur Rumpflänge sehr kleinen und extrem dünnen Deltaflügel mit ebenso geformtem Deltaleitwerk, was auf ein Experimentalflugzeug für das Erreichen von hohen Geschwindigkeiten im Überschallbereich schließen lässt. Die Jak-1000 sollte denn auch die damals unvorstellbare Geschwindigkeit von Mach 1,7 erreichen. Zeitgleich entstand ein 1:1-Modell für Windkanalerprobungen im ZAGI. Diese ergaben dann aber eine errechnete Höchstgeschwindigkeit von nur 1100 km/h und eine als zu groß empfundene Empfindlichkeit des startenden oder landenden Flugzeugs bei Seitenwind. Wie richtig man mit dieser Einschätzung lag, zeigte die in solchen Situationen äußerst problematische F-104.
Die Rollerprobung am Boden durch D. W. Sjusin begann am 3. März 1951.
Probleme mit dem Tandemfahrwerk, das für ein Flugzeug dieser Bauart unbrauchbar war, sowie zu erwartende aerodynamische Komplikationen während des Fluges ließen eine Erprobung in der Luft als zu risikoreich erscheinen, daher wurde das Projekt im Juni 1951 aufgegeben. Dennoch war das Jak-1000-Programm kein vollständiger Fehlschlag. Der Deltaflügel wurde weiterentwickelt und fand später an der in Massen gebauten MiG-21 Verwendung.

## Technische Beschreibung

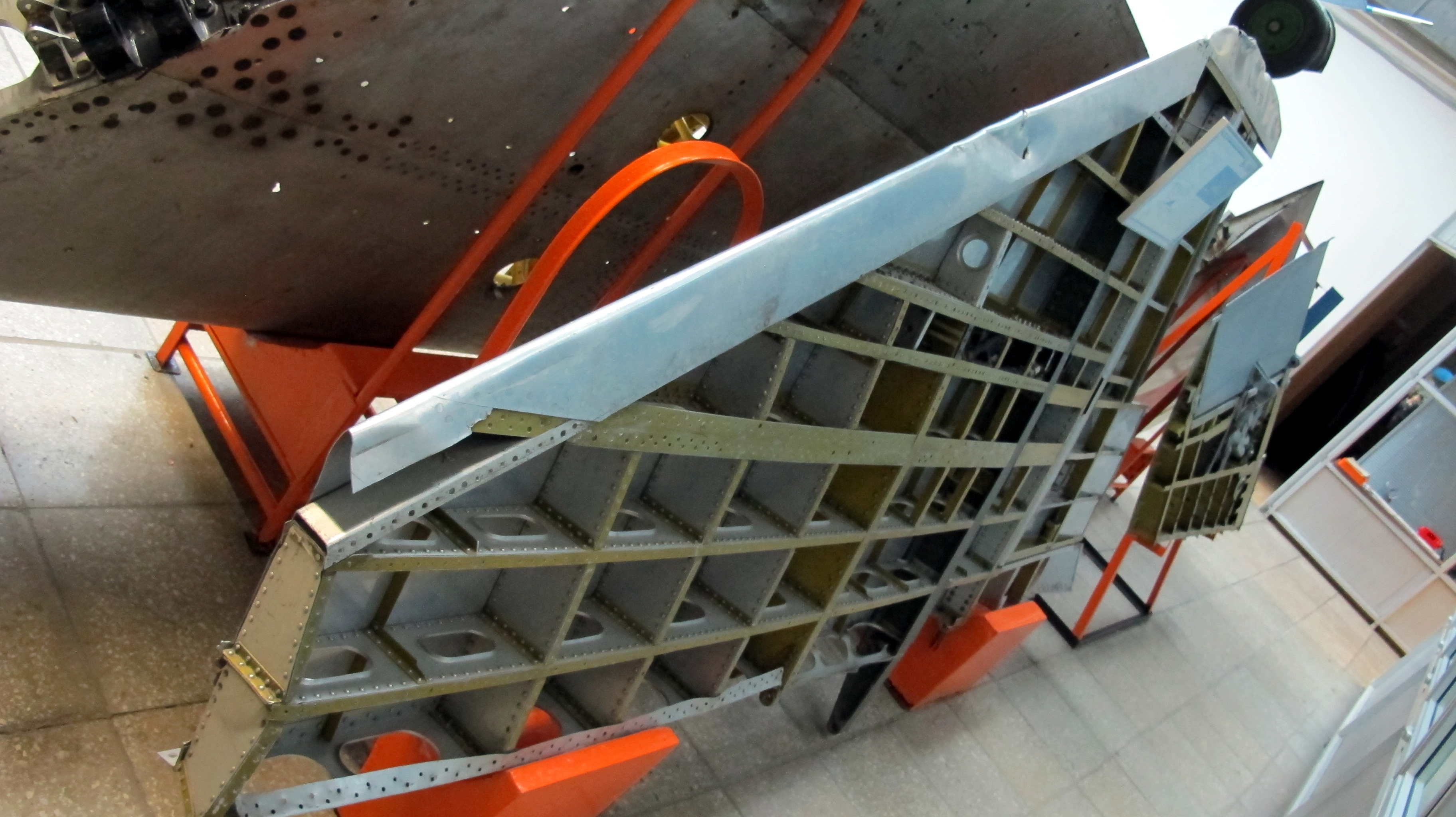
Tragflügel der Jak-1000, ausgestellt im Museum des MAI

Die Jak-1000 war ein freitragender Mitteldecker in Ganzmetall-Schalenbauweise und besaß ein Fahrwerk in Tandembauweise, das heißt, zwei im Rumpf angeordnete Haupträder trugen das Gewicht des Flugzeugs, zwei in der Mitte des Tragflügels platzierte Stützräder gewährleisteten die Stabilität am Boden. Der dreiholmige und mit zehn Rippen versehene Tragflügel besaß eine Vorderkantenpfeilung von 60°. Die relative Profildicke betrug 3,4 % an der Wurzel und 4,5 % im Mittelteil sowie am Randbogen. Das Leitwerk war nahezu identisch ausgelegt. Das Cockpit war hermetisiert und mit einem Schleudersitz ausgestattet.

## Technische Daten
| Kenngröße                       | Daten                                         |
| ------------------------------- | --------------------------------------------- |
| Besatzung                       | 1                                             |
| Länge                           | 11,69 m                                       |
| Spannweite                      | 4,53 m                                        |
| Höhe                            | 2,95 m                                        |
| Flügelfläche                    | 14,00 m²                                      |
| Flügelstreckung                 | 1,5                                           |
| Tragflügel-Vorderkantenpfeilung | 60°                                           |
| Leermasse                       | 2510 kg                                       |
| Antrieb                         | ein RD-500 mit 15,90 kN Maximalschub          |
| Höchstgeschwindigkeit           | 1100 km/h (geschätzt)                         |
| Kraftstoffvorrat                | 627 l in je einem 460-l- und einem 167-l-Tank |